# Начело паралелности
Постулат паралелности (такође познат и као пети Еуклидов постулат) је најпознатији постулат еуклидове геометрије и вековима привлачи највише пажње и изазива највише контроверзи.
Као и сви постулати, и пети је само исказ о једној геометријској истини која је евидентна и која се не доказује. У овом случају се наводи чињеница да постоји паралелизам у природи. Када се једна обична и схватљива реченица о паралелизму преведе на строги језик формалне математике, што се десило још у хеленско доба, увидело се да се једноставна чињеница претворила у заврзламу објашњења на папиру.
Постулат описује чињеницу да се кроз тачку ван праве може повући само једна паралелна права. Међутим, у старогрчкој математици се појавио у једном чуднијем облику. Говори се о две праве које пресеца трећа права и са њима гради углове и ако се посматрају углови са једне стране тог пресека и упореде се са два права угла и ако су мањи од два права угла тада се те две праве секу са те стране. Ово сигурно није једноставна презентација једне геометријске чињенице.
Остали постулати су једноставни и кратки, рецимо први гласи: „Да се може повући од сваке тачке ка свакој другој тачки права линија“. Одмах је постало сумњиво да ли пети постулат може опстати на овај начин и да ли се он може доказати из других постулата и аксиома, чиме би се свео на теорему. Више од двадесет векова су трајали ти покушаји који су на крају довели до постављања основа за неке другачије геометрије.

## Објашњења и дефиниције паралелности
Поред дефиниција тачке, линије, троугла и других основних појмова, последња дефиниција прве књиге Елемената објашњава шта је то паралелност.
Дефиниција 23Паралелне су оне праве, које се налазе у истој равни и које се, продужене у бескрајност на обе стране, не секу једна са другом.
Потом се у следећем одељку претпоставе истине које важе у геометрији („Нека се претпостави ...“). Има укупно пет таквих претпоставки и последња је
Постулат 5.И да ће се, ако једна права у пресеку са другим двема образује са исте стране два унутрашња угла чији је збир мањи од два права угла, те две праве, бескрајно продужене, сећи и то са стране са које су ови углови мањи од два права.
Многи су антички математичари покушали доказати да је овај постулат, у ствари теорема. Неки су чак писали доказе. Данас знамо да је Прокло, у својим коментарима Елемената, критиковао Птолемеја због због погрешног доказа петог постулата и дао свој доказ, такође погрешан. Ту је први пут дат један много познатији али и даље еквивалентан облик претходног исказа постулата:
Кроз тачку ван праве постоји само једна права паралелна с том правом.
Овај постулат познатији под називом Плејферов аксиом, мада га је Прокле први записао.

## Покушаји доказивања
Познати математичар XVII века Валис је 1663. године понудио доказ петог постулата који је био заснован на привидно очигледном тврђењу да постоје слични троуглови тј. да се за сваки троугао може конструсати њему сличан троугао. Показало се да је тврђење о постојању сличних троуглова еквивалентно петом постулату.
Италијански математичар Гироламо Сакери је 1697. године је покушао доказати пети постулат полазећи од супротне претпоставке и тражећи начин да дође до контрадикције. Он успут доказује већи број теорема једне потпуно нове геометрије, али управо за то тврди да је бесмислено и из тога изводи закључак о контрадикцији.
Јохан Хајнрих Ламберт је такође пошао од супротне претпоставке и следио ток закључака, тако добивши низ теорема нееуклидске геометрије, међутим није ни у једном моменту тврдио да је стигао до контрадикције.
Лежандр је такође дуго времена посветио петом постулату. Доказао је да је еквивалентан исказ петом постулату и следећи:
Збир углова у троуглу једнак је збиру два права угла.
Он је оставио „доказ“ петог постулата који се базира на тврдњи да се кроз тачку унутар угла може повући права која сече оба крака угла. Касније је утврђено да је и ова тврдња у ствари још један еквивалентан исказ петог постулата.